# 미스릴
미스릴(Mithril)은 J. R. R. 톨킨의 작품세계 중 가운데땅에 존재하는 금속이다. 은빛이 나는 미스릴은 강철보다 강하지만 가볍다. 반지의 제왕에서 처음 등장했으며, 1966년의 호빗 제3판에 설정을 맞추기 위해 다시 등장했다. 1937년의 호빗 초판에서 빌보 배긴스는 미스릴을 '은빛 강철'로 묘사했다.
톨킨의 작품세계에서 미스릴은 드워프들이 광산 작업을 하는 모리아의 산에서만 발견된다. 하지만 톨킨 사후에 발간된 끝나지 않은 이야기에 따르면, 누메노르에서도 미스릴이 발견된다고 한다.
미스릴은 톨킨이 만든 신다린이라는 인공어로 만든 단어이다. 미스(Mith)는 회색 안개라는 뜻이며, 릴(ril)은 빛이라는 뜻이다. 이 금속은 호빗 : 다섯 군대 전투에서 참나무 방패 즉 소린이 빌보에게 
진정한 친구의 의미라며 미스릴 옷을 선물한바 있다